# Ulysses (Nebraska)
Ulysses – wieś w Stanach Zjednoczonych, w stanie Nebraska, w hrabstwie Butler.